# Priozersk
Priozersk (russisk: Приозерск, tr. Priozersk; finsk: Käkisalmi; svensk: Kexholm) er en by i Leningrad oblast i Rusland med 18.235(2024) indbyggere. Byen ligger ved søen Ladogas sydvestlige bred, længst mod nord på Det karelske næs, ved udmundingen af den nordlige gren af floden Vuoksen i Ladoga. Indbyggertallet var 18.929 ved folketællingen i 2010.

## Historie
Fæstningen Korela (russisk: Корела, finsk: Käkisalmen linna, svensk: Kexholm), der er anlagt på to øer i floden Vuoksen ved søen Ladoga, blev grundlagt i den tidlige middelalder, sandsynligvis af karelere. Den nævnes i en novgorodsk krønike 1143 og arkæologiske fund fra 1100-tallet bekræfter dens eksistens. I middelalderen tilhørte området Novgorod. I svenske kilder nævnes den 1294. Under svensk overherredømme blev fæstningen centrum for Kexholms län, et historisk forvaltningsområde som omfattede de karelske områder vest og nordvest for søen Ladoga.
Under det tredje korstog år 1293 mødte den svenske korsfarerhær under Torkel Knutssons ledelse ingen større modstand, da de svenske styrker erobrede det vestre Karelen. For at sikre den nyvundne position lod marsken det befæstede Vyborg opføre på en holm i det smalle indløb til Suomenvedenpohja, hvor floden Vuoksens nedre arm udmundede, og fik således kontrol over karelernes gamle vandvej fra den Finske Bugt til Ladoga. Han imidlerid ikke tilfreds med erobringen, men ønskede kontrollen over floden Vuoksens øvre arm, hvor flode udmunder i søen Ladoga og hvor Korela lå. Korela var befæstet og tjente som et støttepunkt for novgorodernes magtstilling i Karelen. Korela blev indtaget med storm, men allerede i 1295 led den fåtallige svenske garnison nederlag overfor et overmægtigt russisk angreb fra Novgorod. Under Kexholms øverstbefalende Sigge Lake kæmpede svenskerne til sidste mand. Russerne forstærkede herefter fæstningsværkerne betydeligt, og der skulle gå næsten 300 år inden, at befæstningen på ny blev indtaget af svenskerne under Den nordiske 25-årskrig (1570-1595).
Krigen kendetegnedes af skiftevise hærgnings- og plyndringstogter. Det førtes i Estland, Rusland, Karelen, Finland og så langt vestpå som i Österbotten. År 1580 udviklede krigen sig under anden halvdel i svensk favør, da den tidligere franske lejeoberst Pontus De la Gardie (1520-1585) udnævntes til overbefalhavende over de svenske styrker i Finland og Estland. Sejrene gik derefter overvejende til svenskerne. Den nye overbefalhavende var yderst brutal i sin krigsførelse og slog en større russiske troppestyrke, forcerede hastigt landskabet med tilsneede skove cg frosne vandområder. I november 1580 erobredes Korela efter et par dages belejring. Byen blev brændt ned til grunden, men slottet stod tilbage. Et år senere indtog svenskerne Narva. Indbyggerne nægtede at kapitulere, så de slagtedes under troppestormen. Andre steder, som Ivangorod, Jaama og Koporje, erobredes. En af kanonerne ”galten” og ”suggan” (soen), som findes på Gripsholm Slot, blev stjålet ved erobringen af Ivangorod 1581.
Statholderen på Olofsborg i Savolax, Klas Hermansson Fleming, kæmpede blandt andet i egnene omkring søen Onega (øst for Ladoga), som ligeledes plyndredes. Krigen blev uholdbar for begge krigsførende parter. I Teusina (finsk: Täysina), blev den 18. maj 1595 underskrevet en fredsaftale.
Kexholm blev dog holdt besat frem til 1597 og overgik snart igen i svensk besiddelse ved freden i Stolbova 1617 og blev forvaltningscentrum for Kexholms län. Sommeren 1656 forsøgte russerne at erobre Kexholm og Olofsborg, men belejringerne blev ophævet uden, at målet var nået. Den karelske, ortodoxe befolkning i Kexholms län, som Per Brahe d.y. kaldte for "våra ryssar" (vore russere), havde hilst russerne som befriere og medvirket aktivt i kampen på deres side, med den konsekvens, at da krigen sluttede, flygtede en stor del af de ortodoxe indbyggere til Rusland. Kexholms län var en erobret provins og fik derfor ingen repræsentation i riksdagene.
I 1710 ind tog russerne atter Kexholm, og byen blev en del af Rusland efter freden i Nystad 1721. Efterfølgende blev byen overdraget til Storfyrstendømmet Finland i 1812. Kexholm var efter tabet af stillingen som forvaltningscentrum i 1710 et lokalt handelscentrum, som økonomisk var i skyggen af Vyborg.
I første halvdel af 1800-tallet voksede byen kraftigt, fra 464 indbyggere i 1815 til 1.435 i 1850, faldt derefter til 1.101 i 1870, var næsten uforandret 1.109 i 1890 men voksede til 1.977 indbyggere i 1910.
Under mellemkrigstiden 1918-1939 expanderede Käkisalmi takket være jernbaneforbindelsen Hiitola-Kautu(-Sankt Petersborg) etableret 1917 og papir- og savværker. I 1929 oprettede AB Waldhof en cellulosefabrik i Kexholm. Indbyggertallet voksede fra 2.432 i 1920 til 2.827 i 1930 og 5.083 i 1939. I januar 1940 havde byen 4.132 indbyggere. Efter den Finske vinterkrig blev byen afstået til Sovjetunionen den 12. marts 1940, under aksemagternes indtagelse af byen, der var en del af det nazi-finske angreb på Sovjetunionen, i 1941 led byen alvorlig skade og var underlagt af Finland frem til 1944, hvor byen atter blev en del af Sovjetunionen.